# Halberstadt CL.IV
Le Halberstadt CL.IV était un avion biplace allemand de la Première Guerre mondiale construit en 1918 par la société Halberstädter Flugzeugwerke. Il fut essentiellement employé pour l'attaque au sol et comme chasseur d'escorte.

## Histoire
Le CL.IV a remplacé la variante précédente, le Halberstadt CL.II de 1917. Cet appareil fut employé pour la première fois lors de la grande offensive allemande du printemps 1918 en tant qu'avion d'attaque au sol. Grâce à lui, les positions alliées ont pu être attaquées efficacement avant les assauts allemands. Les bombes étaient encore lancées à la main et les tranchées furent mitraillées avec les armes de bord.
Mais les succès initiaux ont pris fin rapidement, car le CL.IV n'atteignait pas les vitesses des chasseurs alliés modernes et la défense anti-aérienne ennemie devint elle aussi de plus en plus redoutable. Son efficacité lors des combats aériens fut également limitée par la faiblesse relative de son armement. Les allemands décidèrent alors d'utiliser le CL.IV en tant que bombardier nocturne.
Après la fin de la guerre, beaucoup de ces avions furent transformés pour une utilisation civile, en tant qu'avion postal ou de transport de quelques passagers.